# Музей історії Улан-Батора
Музей історії та реконструкції Улан-Батора (монг. Улаанбаатар хотын Түүх шинэчлэн байгуулалтын музей) — музей, присвячений історії столиці Монголії, Улан-Батора. Розташовується в районі Баянзурх (5-й хорон). Будівля музею є пам'яткою архітектури Монголії початку XX століття.

## Історія будівлі
Будинок споруджено російським купцем, Бурятії Цогто Бадмажаповим в 1904 для особистих цілей.
У липні-серпні 1921 тут розміщувався ЦК МНП, уряд, загальновійськовий штаб; працював Дамдін Сухе-Батор.
У 1930-х в будівлі розташовувалося посольство ТНР, після чого будинок переданий під музей Сухе-Батора.
У 1953, після смерті Хорлоґійн Чойбалсана та прийняття рішення про організацію спільного музею Сухе-Батора та Чойбалсана в будівлі розташувалася друкарня.

## Експозиція
9 липня 1956 в будівлі відкрилася перша виставка, присвячена історії Улан-Батора.
У 1960 рішенням ЦК МНРП виставку зробили постійною та розмістили в цій будівлі, заснувавши тим самим музей історії міста.
У 1970 будівлю музею постановою Ради міністрів взято під охорону як пам'ятка архітектури.
У музеї представлені експонати починаючи з часів Дзанабадзара до наших днів. У фонді музею знаходиться 134 документа, 224 срібних вироби, 30 археологічних знахідок, 16 геологічних образів, 132 історичних експонати, 335 картин, 77 друкованих дощок і образів різьблення, 54 креслень, схем та макетів, 898 світлин, 36 альбомів, 1883 слайдів, негативів і діафільмів, 27 аудіо- і відеозаписів, 62 пам'ятні речі, 234 книги, — всього понад 3 832 одиниць зберігання.
У Міжнародний день музеїв (18 травня), Міжнародний день дітей (1 червня), День міста (26 жовтня), День незалежності (26 грудня) плата за вхід в музей не стягується.